# Seymour (Connecticut)
Seymour – miasto w Stanach Zjednoczonych, w stanie Connecticut, w hrabstwie New Haven.